# Doug Fisher
Douglas Fisher (Engeland, 1941 – 9 juli 2000) was een Engels acteur.
Hoewel vooral een theateracteur, verscheen hij in vele tv-producties en films.
Fisher werd vooral bekend als Larry Simmonds uit de serie en film Man About the House. De rol was te vergelijken met de rol die Joost Buitenweg vertolkte in de serie SamSam, de Nederlandse bewerking van Man About the House.
Fisher overleed op 59-jarige leeftijd aan een hartaanval.

## Filmografie
- The Illustrated Weekly Hudd Televisieserie - Rol onbekend (1965-1967)
- World in Ferment Televisieserie - Verschillende rollen (6 afl., 1969)
- Father, Dear Father Televisieserie - Leslie (Afl., A Man About the House, 1970)
- Cheap at Half the Price (Televisiefilm, 1972) - Charlie
- The Adventurer Televisieserie - Merrick (Afl., Make It a Million, 1973)
- All Our Saturdays Televisieserie - Ronnie Rendell (6 afl., 1973)
- Hunter's Walk Televisieserie - Dennis Kenwright (Afl., Disturbance, 1973)
- Helen: A Woman of Today Televisieserie - Larry (Afl., Harold, 1973)
- Thirty Minutes Worth Televisieserie - Rol onbekend (Episode 3.8, 1973)
- The Protectors Televisieserie - Tom Watt (Afl., The Tiger and the Goat, 1974)
- Man About the House Televisieserie - Larry Simmonds (19 afl., 1973-1976)
- The Stud (1978) - Sammy
- The Bitch (1979) - Sammy
- Feet First Televisieserie - Hamilton Defries (7 afl., 1979)
- The Other One Televisieserie - Don (Episode 2.6, 1979)
- BBC2 Playhouse Televisieserie - The Man (Afl., The Man Who Almost Knew Eamonn Andrews, 1981)
- BBC2 Playhouse Televisieserie - Rol onbekend (Afl., Keeping in Touch, 1982)
- Yes, Minister Televisieserie - Ben Stanley (Afl., The Challenge, 1982)
- Ellis Island (Mini-serie, 1984) - Harry Epstein
- Home to Roost Televisieserie - George (Afl., Paper Chase, 1987)
- London's Burning Televisieserie - Jim Medhurst (Afl., Christmas Special, 1988)
- Sorry! Televisieserie - Wurzo (Afl., A Chief Inspector Calls, 1987|A Fool and His Money, 1988)
- London's Burning Televisieserie - Kevins vader (Episode 3.7, 1990|Episode 3.8, 1990)
- Prime Suspect (Televisiefilm, 1991) - Edward Harvey
- Fool's Gold: The Story of the Brink's-Mat Robbery (Televisiefilm, 1992) - Advocaat
- Haggard Televisieserie - Elusive Edward (Afl., Condemned, 1992)
- The Bill Televisieserie - Mellor (Afl., On the Record, Off the Record, 1992)
- The Detectives Televisieserie - Taxi-chauffeur (Afl., Studs, 1993)
- Pie in the Sky Televisieserie - Nigel Barnett (Afl., An Innocent Man, 1994)
- Silk Stalkings Televisieserie - Man met vuurwapen #2 (Afl., Reluctant Witness, 1994)
- Street Gun (1996) - Big G
- Goodnight Sweetheart Televisieserie - Stanley (Afl., How Long Has This Been Going On?, 1997|Heartaches, 1997)
- Jonathan Creek Televisieserie - Stephen Grismal (Afl., The Wrestler's Tomb, 1997)
- Heartbeat Televisieserie - Trevor Lammas (Afl., In on the Act, 1997)
- The Naked Man (1998) - Viking
- Oliver Twist (Mini-serie, 1999) - Geestelijke

- Bibliothèque nationale de France: cb122811092 (data)
- Gemeinsame Normdatei: 170722929
- International Standard Name Identifier: 0000 0000 8174 9494
- Library of Congress Control Number: n82128527
- Nationale Bibliotheek van Tsjechië: mub2010596529
- Nationale Bibliotheek van Israël: 987007436653505171
- Nederlandse Thesaurus van Auteursnamen: 324983093
- Système universitaire de documentation: 200552961
- Virtual International Authority File: 109591288
- WorldCat: E39PBJvxpr3K3DKJr3YMYWPG73